# John Doulton
Pour les articles homonymes, voir Doulton.
John Doulton (17 novembre 1793 – 26 mai 1873) est un entrepreneur et fabricant de poterie, fondateur de la société qui devenu plus tard la Royal Doulton.

## Biographie
John Doulton se marie à Jane Duneau, une veuve de Bridgnorth dans le Shropshire qui meurt le 8 avril 1841. Ils ont huit enfants y compris Sir Henry, Bob MP, Josiah, et Alfred.
En 1815, peu après qu'il a achevé son apprentissage comme potier, il investit toutes ses économies d'un montant de £ 100 dans the Vauxhall Walk pottery de Martha Jones à Lambeth. Son contremaître, John Watts, est aussi pris dans le partenariat et la société devient connue sous le nom de Jones, Watts et Doulton.
Il spécialise la société dans la fabrication de marchandise industrielle. En 1820 Martha Jones se retire du partenariat et en 1826, la société déménage dans de nouveaux locaux dans la Grand-rue (High Street) de Lambeth. En 1835 le fils de 15 ans de John Henry Doulton est engagé comme apprenti. En 1835, la Reine Victoria reconnaît les dangers de santé présents dans son eau potable et donne pouvoir à Doulton de produire un filtre à eau pour la Maison du roi.
Avant 1846, Henry avait installé les Poteries Lambeth indépendantes qui étaient devenues le leader dans des produits industriels, particulièrement dans les produits d'assainissement. Après la retraite de John Watts en 1853, Doulton and Watts fusionne avec la société d'Henry pour devenir Doulton and company et est fortement reconnu pour ses lignes de main des figurines décorées, des vases et la vaisselle.